# 沖村孝
沖村 孝（おきむら たかし、1944年 - ）は、日本の土木工学者。神戸大学名誉教授。元日本地形学連合会長。

## 人物・来歴
豊岡市出身。1967年、神戸大学工学部土木工学科卒業。1969年、神戸大学大学院工学研究科土木工学専攻修士課程修了し、神戸市役所に入庁する。
1971年から神戸大学工学部助手を務め、1977年からは神戸大学工学部講師を務めた。1984年、神戸大学工学部助教授に就いた後、1995年から神戸大学工学部教授を務める。1996年に神戸大学都市安全研究センター教授に就任した。
2002年からは人と防災未来センター上級研究員も務めた。2004年から神戸大学都市安全研究センター副センター長を務める。
2008年に神戸大学を定年退職し、神戸大名誉教授となる。

### 委員・役職
- 1994年 兵庫県宅地保全審議会委員[2]、兵庫県宅地保全審議会会長[4]。神戸市復興計画審議会委員[2]
- 1998年 兵庫県阪神・淡路大震災復興推進会議委員、神戸市環境影響評価審査会委員[2]
- 1999年 日本地形学連合会長（～2001年）[5]
- 2001年 兵庫県治山工法開発推進アドバイザー会議委員長
- 2002年 滋賀県土砂災害防止対策専門家会議副委員長、兵庫県土砂災害防止法に係わる技術課題等検討委員会委員長[4]
- 2003年 国土交通省近畿地方整備局円山川流域委員会委員
- 2004年 神戸市新たなビジョン懇話会委員、神戸安全ネット会議副会長[2]
- 2005年 大阪府宅地造成技術会議委員、大阪府土地改良施設耐震対策検討委員会委員、奈良県地震防災対策アクションプログラム策定検討委員会副委員長
- 2006年 兵庫県土砂災害警戒避難基準雨量検討委員会委員長、日本学術会議連携会員
- 2007年 新・神戸の地盤減災研究会会長[4]

## 表彰・受賞
- 砂防学会論文賞（1994年）[4]
- 地盤工学会功労章（1999年）
- 兵庫県防災功労者表彰（2004年）
- 日本道路公団関西支社感謝状（2005年）